# 普夫羅斯爾山
46°58′40″N 10°41′21″E / 46.97778°N 10.68917°E
普夫羅斯爾山（德語：Pfrodlkopf），是奧地利的山峰，位於該國西部，由蒂羅爾州負責管轄，屬於奧茨塔爾阿爾卑斯山脈的一部分，海拔高度3,148米，每年平均降雨量1,357毫米。